# Deniz Orhun

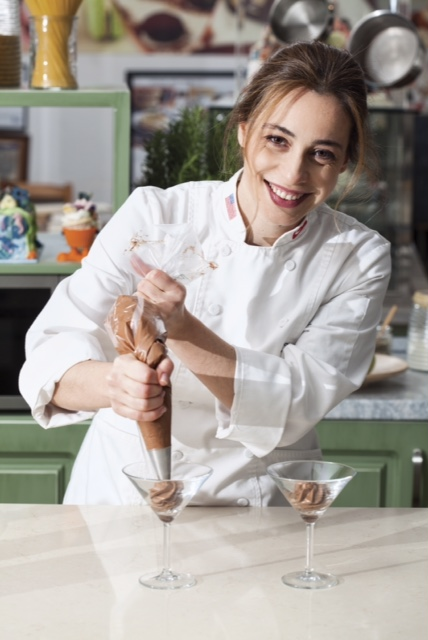
Deniz Orhun

Deniz Orhun (* 1974 in Ankara) ist eine türkische Köchin, Fernsehköchin und Fernsehmoderatorin.

## Leben und Karriere
Orhun schloss die Universität Ankara ab. Ihren Master absolvierte sie am London College und der Hacettepe-Universität. Sie ist seit 2008 Inhaberin und Gründerin von Klemantin. 2013 moderierte sie die Sendung Deniz'den Mutfak Hikayeleri. Zwischen 2014 und 2015 hat sie die Sendung Annem Söyler Ben Yaparım auf TRT 1 moderiert. Außerdem war sie 2016 Moderatorin in Deniz'le Ramazan Mutfağı.

## Moderation

### Ehemalig
- 2013–2015: Deniz'den Mutfak Hikayeleri, Cine 5
- 2014–2015: Ramazan Sofrası, TRT Türk-Haber
- 2014–2015: Annem Söyler Ben Yaparım, TRT 1
- 2015–2016: Pastane, TRT 1
- 2016: Deniz'le Ramazan Mutfağı, Tivibu Ramazan